# 9745 Shinkenwada
A 9745 Shinkenwada (ideiglenes jelöléssel 1988 VY) a Naprendszer kisbolygóövében található aszteroida. Tsotomu Seki fedezte fel 1988. november 2-án.